# Чета на поп Харитон и Бачо Киро
Четата на Бачо Киро и поп Харитон  е българска чета, формирана през 1876 година по време на Априлското въстание. В четата участват около 200 души.
Бойният път на четата започва от търновското село  Мусина. В него прииждат четници от  Бяла черква, Мусина, Дичин, Михалци, Вишовград и Русаля. Пътят на четниците преминава през височините до селото – село Балван  – село Ветринци, пресичане на река Янтра – селата Плачка, Пеина, Геша и Цинга, Дряновския манастир.

## Списък на основните четници
- Харитон Станчев Халачев от Габрово[3]
- Киро Петров Занев (Бачо Киро) от Горни турчета
- Петър Николов Пармаков от Градец
- Димитър Атанасов Маринов – Русчуклийчето от Русе
- Тодор Лефтеров от Търново

## 1. Сборник Бяла черква, автор Н.Теодосиев
1. ↑  Основните дейци в четата на поп Харитон и Бачо Киро destinationdryanovo.com/
2. ↑  https://voivodi.eu/
3. ↑  Дряновската епопея bulgarianhistory.org